# Lösensjön
Lösensjön är en sjö i Karlskrona kommun i Blekinge och ingår i Bruatorpsån-Lyckebyåns huvudavrinningsområde. Sjön är 7,1 meter djup, har en yta på 1,06 kvadratkilometer och befinner sig 48 meter över havet. Sjön avvattnas av vattendraget Lillån.

## Delavrinningsområde
Lösensjön ingår i det delavrinningsområde (623272-149706) som SMHI kallar för Utloppet av Lösensjön. Medelhöjden är 57 meter över havet och ytan är 7,29 kvadratkilometer. Det finns inga avrinningsområden uppströms utan avrinningsområdet är högsta punkten. Avrinningsområdets utflöde Lillån mynnar i havet. Avrinningsområdet består mestadels av skog (63 %) och öppen mark (13 %). Avrinningsområdet har 1,06 kvadratkilometer vattenytor vilket ger det en sjöprocent på 14,6 %.